# Ernst Gustaf von Willebrand (militär)
Ernst Gustaf von Willebrand, född 3 maj 1680, död 6 januari 1751, var en svensk militär. Han var farfar till Ernst Gustaf von Willebrand.
Ernst Gustaf von Willebrand var postum son till kapten Ernst Fredrik von Willebrand och Anna Stiernstråle. Han blev volontär vid garnisonsregementet i Narva 1698, fänrik där 1700, löjtnant 1702 och kapten vid Björneborgs fördubblingsinfanteriregemente 1705. Willebrand blev major vid Björneborgs fördubblingsinfanteriregemente 1710 och vid Björneborgs ordinarie infanteriregemente samma år samt överstelöjtnant vid Åbo läns infanteriregemente 1713. Han blev tillfångatagen i slaget vid Storkyro 1714 och återkom från krigsfångenskapen 1722. Willebrand erhöll överstes karaktär 1724, var 1739–1743 chef för garnisonsregementet i Malmö, blev kommendant i Villmanstrand 1739 och fången vid fästningens kapitulation 1743. Han var 1743–1749 chef för Åbo läns infanteriregemente. von Willebrand blev riddare av Svärdsorden 1751.